# Белла, Джанни
Джанни Белла (итал. Gianni Bella, род. 14 марта 1947 г., Катания) — итальянский певец и композитор. Известен как автор множества композиций, сочинённых для Адриано Челентано.

## Биография
Джанни Белла родился 14 марта 1947 года в Катании. В конце шестидесятых годов, вместе со своей сестрой Марчеллой, начинающей в то время певицей, он переехал в северную Италию. В 1972 году Марчелла приняла участие в фестивале Сан-Ремо с песней «Montagne verdi» (рус. Зеленые горы), написанной Джанни совместно с Джанкарло Бигацци.
В то время как Марчелла становилась одной из самых успешных итальянских певиц, Джанни начинал сольную карьеру вместе со своим соавтором Бигацци и в 1974 году принял участие в фестивале «Un disco per l’estate» с песней «Più ci penso» (рус. Чем больше я думаю), которая с 3 августа по 23 ноября 1974 года находилась в топ-10.
В 1976 году с песней «Non si può morire dentro» победил на фестивале «Фестивальбар». В 1980-х годах начал писать песни совместно с итальянским поэтом Моголом, который становится его главным соавтором и продюсером, а в конце 1990-х они вместе начали сотрудничать с известным певцом и киноактёром Адриано Челентано: в 1999 году вышел их первый совместный альбом, Io non so parlar d’amore (рус. Я не знаю, что сказать о любви), количество проданных копий которого составило более двух миллионов. В дальнейшем, в сотрудничестве с Моголом, Джанни Белла написал песни ещё для четырёх студийных альбомов Челентано. Последний их совместный альбом на данный момент — Dormi amore, la situazione non è buona (рус. Спи, любимая, всё не слишком хорошо), вышел в 2007 году. Перу Джанни Белла принадлежит популярная композиция «Confessa».
В 2001 году снова принял участие в фестивале Сан-Ремо с песней «Il profumo del mare» (рус. Запах моря), а в 2007 вместе с сестрой выпустил сингл «Forever per sempre» (рус. Навсегда).
17 января 2010 года композитор перенёс инсульт и был госпитализирован в больницу Сан-Джорджо в Ферраре. На специальную страницу в Facebook, созданную в поддержку композитора, подписано около 4000 человек, что отражает любовь и уважение слушателей, которые остаются неизменными на протяжении многих лет. После семимесячного пребывания в больнице композитор был выписан, однако он потерял возможность петь, играть на фортепиано и сочинять.

## Дискография

### Синглы
- 1974 — Più ci penso / L’arancia non è blu (Derby, DBR 2339)
- 1974 — Guarda che ti amo / Siamo marinai (Derby, DBR 2832)
- 1975 — Oh mama / Eppure più bella (Derby, DBR 3246)
- 1976 — Non si può morire dentro (Derby, DBR 4161)
- 1977 — Io canto e tu / Me ne andrò (Derby, DBR 5255)
- 1978 — No / Sei (CGD, 10091)
- 1978 — Toc toc / Basta (CGD, 10131)
- 1980 — Dolce uragano / Fondersi (CGD, 10273)
- 1981 — Questo amore non si tocca / Agatì (CGD, 10316)
- 1983 — Il patto / Fiocco rosso (CGD, 10457)
- 1985 — L’ultima poesia / Alla pari (совместно с Марчеллой Белла) (CBS, A 6315)
- 1988 — Due cuori rossi di vergogna / Playback (Polydor, 887 390-7)
- 1990 — Verso l’ignoto (совместно с Марчеллой Белла) / Pianeti (Dischi Ricordi, SRL 11070)
- 1991 — La fila degli oleandri / Un uomo colorato (Fonit-Cetra, SP 1897)
- 1994 — Belladonna (совместно с Джино Ваннелли) (Ricordi)
- 1997 — Non si può morire dentro / Più ci penso (CGD East West/Warner Music)
- 1998 — È un miracolo (совместно с Марчеллой Белла) / Belladonna (Pull Music)
- 2001 — Il profumo del mare (SDC/Sony Music)
- 2007 — Forever per sempre (совместно с Марчеллой Белла) (Nuova Gente/Universal Music)
- 2007 — Vendetta tremenda vendetta (совместно с Марчеллой Белла) (Nuova Gente/Universal Music)

### Студийные альбомы
- 1974 — Guarda che ti amo (Derby, DBR 69099)
- 1976 — Sogni di un robot (Derby, DBR 81254)
- 1977 — Io canto e tu (Derby, DBR 82150)
- 1978 — Toc toc (CGD, 20105)
- 1980 — Dolce uragano (CGD, 20222)
- 1981 — Questo amore… (CGD)
- 1983 — G.b.1 — Nuova gente (Avventura, ZPLAV 34188)
- 1984 — G.b.2 (Avventura)
- 1986 — Una luce (RCA)
- 1988 — Due cuori rossi di vergogna (Polydor Records)
- 1988 — Gianni Bella
- 1991 — La fila degli oleandri (Fonit Cetra)
- 1992 — Gianni Bella live (Fonit Cetra)
- 1994 — Vocalist (Fonit Cetra)
- 1998 — Finalmente insieme (совместно с Марчеллой Белла) (Pull/Fuego) (переиздан в 2001 году)
- 2001 — Il profumo del mare (SDC/Sony Music)
- 2007 — Forever per sempre (совместно с Марчеллой Белла) (Nuova Gente/Universal Music)